# Hilarie Burton
Hilarie Ross Burton (Sterling, Virginia, USA, 1982. július 1. –) amerikai színésznő.

## Élete
Hilarie a Virginia állambeli Sterlingben született és nőtt fel három öccsével együtt, édesanyja óvónő. A Park View High Schoolban érettségizett, majd tanulmányait a New York-i Fordham University-n folytatta. Már egészen fiatalon felfedezte magában a színészet iránti vonzalmat, ezért is vette az irányt New York felé a gimnáziumi évek után. A médiában először az MTV zenei csatorna "Total Request Live" című műsorában tűnt fel, mint VJ. Eredetileg csak egy adás erejéig szerepelt volna, de a show producerei láttak benne fantáziát, ezért felkínáltak neki egy hosszabb távú szerződést, amit örömmel el is fogadott. A műsor keretében olyan sztárokkal készíthetett interjút, mint Angelina Jolie, Ben Affleck, Jennifer Lopez vagy Justin Timberlake.
Hilarie első kisebb sorozatszerepét a "Dawson's Creek"-ben kapta. Ezt követően jött el számára az igazi áttörés: a CW csatorna 2003-ban indult "One Tree Hill" című tinisorozatának egyik főszereplője lett. Peyton Sawyer karakterét alakítja. A show már túl van a negyedik évadján és bár az alacsony nézettsége miatt szó volt róla, hogy befejezik, végül mégis csak visszatérhet valamikor 2008-ban a következő évaddal. A filmvásznon 2005-ben debütált az "Our Very Own" című komédiában, ami az 1970-es évekbeli Nashville-ben játszódik.
Hilarie 2004-ben házasodott össze Ian Prange-dzsal, akivel az One Tree Hill forgatásán ismerkedett meg. Van egy macskája, akit Poe-nak hív, a híres író, Edgar Allan Poe után. Szabadidejében régiségeket gyűjt vagy kötéssel, horgolással foglalkozik.
2008-ban elvált férjétől, Ian Prange-től, majd egy évvel később 2009-ben randizni kezdett Jeffrey Dean Morgan-nel. 2010-ben megszületett első gyermekük,.
Hilarie Burton egy biztosítási nyomozót, Sara Ellist játszva szerepelt A nagy svindli című sorozatban. Karakterét a második évadban ismertük meg. A harmadik évadban főszereplő volt, a második és negyedik évadban visszatérő szereplőként találkozhattuk vele. A The Walking Dead sorozatban a 10.évad extra évadzáró epizódjában ő játssza majd Negan feleségét, Lucille-t.[forrás?]

## Filmjei
| Év        | Cím                                 | Eredeti cím                  | Szerep                   |
| --------- | ----------------------------------- | ---------------------------- | ------------------------ |
| 2023      |                                     | Junction                     |                          |
| 2022      |                                     | Good Sam                     | Gretchen Taylor          |
| 2020      |                                     | Council of Dads              | Margot                   |
| 2019      | Karácsonyi kívánságok               | A Christmas Wish             | Faith                    |
| 2018      |                                     | The Christmas Contract       | Jolie                    |
| 2016      | Szerelem a villában                 | Summer Villa                 | Terry Russell            |
| 2016-2019 | Halálos fegyver (sorozat)           | Lethal Weapon                | Karen Palmer             |
| 2015      |                                     | Last Chance for Christmas    | Annie                    |
| 2015      |                                     | Surprised by Love            | Josie Mayfield           |
| 2014-2015 | Mindörökké                          | Forever                      | Molly Dawes / Iona Payne |
| 2014-2015 | A létezés határa                    | Extant                       | Anna Schaefer            |
| 2013      |                                     | Christmas on the Bayou       | Katherine                |
| 2013-2014 |                                     | Hostages                     | Samantha                 |
| 2012      | Ördög vagy angyal?                  | Naughty or Nice              | Krissy Kringle           |
| 2012      |                                     | One Tree Hill:Always&Forever | sajátmaga                |
| 2010-2022 |                                     | The Walking Dead             | Lucille                  |
| 2010-2013 | A nagy svindli (televíziós sorozat) | White Collar                 | Sara Ellis               |
| 2009-2016 |                                     | Castle                       | Kay Cappuccio            |
| 2008      | Napforduló                          | Solstice                     | Alicia                   |
| 2008      | A méhek titkos élete                | The Secret Life of Bees      | Deborah Owens            |
| 2007      | Ultimátum                           | Normal Adolescent Behavior   | Ryan                     |
| 2005      | Hazai pályán                        | Our Very Own                 | Bobbie Chester           |
| 2005-     | Grace klinika                       | Grey's Anatomy               | Dr. Lauren Boswell       |
| 2003      | Tuti gimi                           | One Tree Hill                | Peyton Sawyer            |
| 1998-2003 | Dawson és haverok                   | Dawson's Creek               | VJ Hilarie               |